# Добровольский, Антоний Болеслав
Антоний Болеслав Добровольский (пол. Antoni Bolesław Dobrowolski; 6 июня 1872, Дворшовици-Костельные — 27 апреля 1954, Варшава) — польский геофизик, метеоролог, научный исследователь. Создатель отдельной отрасли знаний — криологии.

## Биография
Родившись в нуждающейся семье, он с 12-летнего возраста, будучи учеником гимназии в Варшаве, зарабатывал себе на пропитание, обучая младших школьников. Его причастность к нелегальной политической деятельности поляков обернулась трёхлетним сроком заключения на Кавказе, но через два года он бежал в Швейцарию, где начал получать высшее образование, а ещё через год, в 1895, оказался в Бельгии, где поступил в университет в городе Льеж.
Ещё будучи студентом биологии, физики и химии Льежского университета, принял участие в Бельгийской антарктической экспедиции (1897—1899) как помощник метеоролога. Сначала Хенрик Арцтовский, который ведал физическими наблюдениями, безуспешно убеждал командира экспедиции Адриена де Жерлаша взять его с собой, но когда их корабль «Бельжика» пришлось вернуть в Остенде на ремонт, то судовой врач и один матрос освободившиеся с Добровольским подписали контракт на работу матросом.
Однако уже в марте 1898 года его значительный научный вклад побуждал где Герлаша официально ходатайствовать за него. Тогда же экспедиционный корабль «Бельжика» затерло льдами в море Беллинсгаузена, участники экспедиции провели первую, тринадцятимесячную зимовку в Антарктиде. Таким образом, Добровольский вместе с Арцтовским были первыми, кто провел круглогодичные метеорологические и гидрографические наблюдения Антарктики. Кроме того, он изучал кристаллографию льда и световые явления в ледяных облаках. Эти данные позволили ему написать монументальный трактат о кристаллографию льда и снега. Он также автор единственной оригинальной польской труда о полярные экспедиции.
После возвращения из Антарктики он получил в Бельгии стипендию на изучение своих результатов, работал в бельгийском полярном бюро в Брюсселе а также сотрудничал с Жоржем Лекуантом в Королевской обсерватории Бельгии.
В 1907 году на волне амнистии для политических эмигрантов, объявленной Николаем II, вернулся в Польшу, где проработал учителем до 1914 года. С 1914 до 1917 года был научным стипендиатом в Швеции, где вёл исследования атмосферного льда и кристаллографии льда. В 1917 году вернулся в Варшаву. Работал в польском образовательном ведомстве.
В 1927—1929 гг. был директором Государственного метеорологического института. С 1929 до 1949 года возглавлял Общество геофизиков. Был инициатором создания Варшавской сейсмологической обсерватории. Руководил польскими научно-исследовательскими работами в течение второго полярного года (1932—1933). Впоследствии организовал научную экспедицию на остров Медвежий.
Кроме геофизических исследований Добровольский занимался также педагогика. С 1927 до 1938 года был профессором общей педагогики Свободного польского университета, в 1946—1954 годах — профессором педагогики Варшавского университета. С 1952 года был действительным членом Польской академии наук.

## Естествоиспытатель и гуманист
Кроме естественных наук, Антоний Добровольский увлекался гуманизмом и философией. Критически относился к вкладу польской научной мысли в мировые достижения прошлых веков. Отмечал необходимость общественной просвещения и финансирования научных исследований. Имел негативное отношение к любым религиям, называя их магиомистикой. Считал, что за познавательностью они являются ничего не стоящими выдумками.

## Увековечение памяти
В его честь назвали нерабочую польскую исследовательскую станцию в оазисе Бангера, остров в архипелаге Палмер, пик и ледник на острове Кинг-Джордж, а также улицу в варшавском районе Бемово.

## Публикации
- «Wyprawy polarne» (1914)
- «Drogowskazy» (1918)
- «Historia naturalna lodu» (1923)

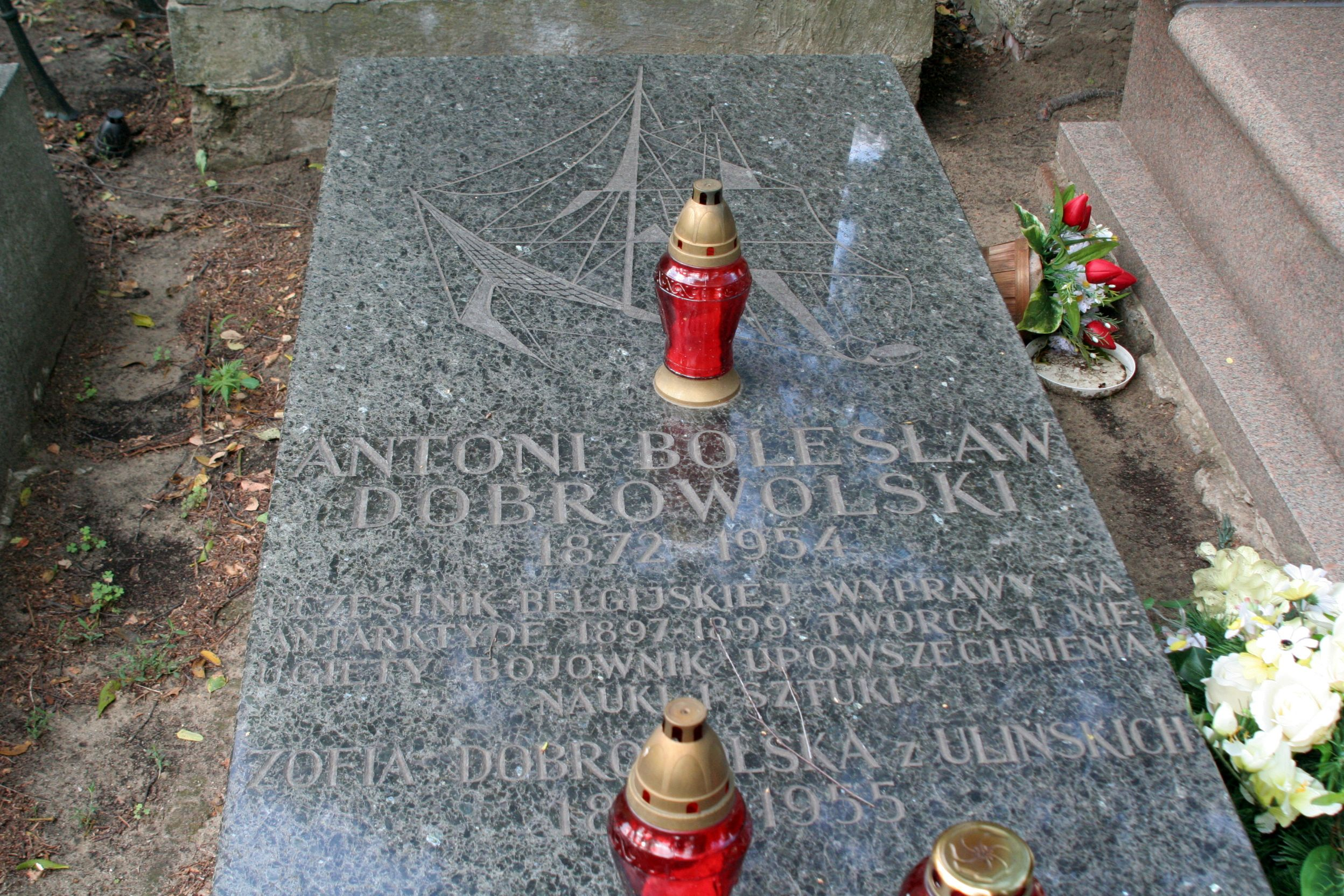
Могила А. Б. Добровольского на Военных Повонзках

- «Моя życiorys naukowy» (1928, 1958)
- «Zagadnienia szkoły powszechnej jako zasadnicze zagadnienie naszej cywilizacji» (1932)
- «Życie w krainach lodu» (1932)
- «Męczennicy polarni» (1933)
- «Najpiękniejsze klejnoty natury. Kryształki lodu i zagadnienie piękna» (1946)
- «Wspomnienia z wyprawy polarnej» (1950)
- «Письма pedagogiczne» t. 1-3 (1958—1964)